# Куршски залив
Ку̀ршският залив (на руски: Куршский залив; на литовски: Kuršių marios) е лагуна в югоизточната част на Балтийско море, разположена на територията на Калининградска област (южната му част) в Русия и в западната част на Литва. Простира се от север на юг на протежение от 93 km, средна ширина от 17,3 km, площ 1610 km2, от които 1195 km2 за Русия, 415 km2 за Литва. Обем 6,2 km3. Средна дълбочина 3,7 m, максимална 7 m. Отделен е от морето с тясната пясъчна Курска коса с дължина 98 km. На север, при град Клайпеда (Литва) чрез проток широк 390 m се свързва с Балтийско море. В югоизточната му част се вливат реките Неман и Миния. През зимата за около 80 дни заливът замръзва, а през лятото повърхностният слой вода се нагрява до 25 °C. По бреговете му са разположени градовете Клайпеда и Неринга в Литва и Зеленоградск в Русия.